# Turbulence; Live in Poland
Turbulence; Live in Poland is een livealbum van de Britse muziekgroep Landmarq. Landmarq bestaat als sinds 1990, maar toch laat een echte doorbraak op zich wachten. De band kent veel tegenspoed. De kartrekker van het eerste uur Damian Wilson verlaat al snel de band. Het platenlabel waarbij de band begint SI Music ging failliet. Als zangeres wordt Tracy Hitchings aangetrokken en deze wordt langdurig ziek. In 2005 geeft de groep een aantal concerten waaronder één in Katowice, in Teater Slaski in St. Wyspianskiego. Hitchings bleek goed bij stem te zijn. Het in 2004 aangekondigde nieuwe studioalbum wil maar niet verschijnen (december 2009).

## Musici
- Tracy Hitchings – zang
- Uwe d’Rose – gitaar
- Steve Gee – basgitaar
- Mike Varty – toetsinstrumenten
- Dave Wagstaffe – slagwerk

## Composities
1. Entertaining angels (d’Rose, Hitchings)
2. Calm before the storm
  1. Strange but beuatiful (d’Rose, Hitchings)
  2. Spiderman (Gee)
  3. From the abyss (Gee, Hitchings)
3. Prayer (Gee, Hitchings)
4. Thunderstuck (Carrera, d’Rose, Gee, Hitchings)
5. Walking on eggshells (d’Rose, Hitchings)
6. Landslide (Leigh, Hitchings)
7. Timeline (Carrera, d’Rose, Gee, Hitchings)
8. Mountains of Anglia (Gee)
9. Lighthouse (d’Rose, Leigh, Hitchings)

## DVD
In 2007 verscheen de dvdversie met de volgende tracklist:
1. Entertaining angels (d’Rose, Hitchings)
2. Calm before the storm
  1. Strange but beuatiful (d’Rose, Hitchings)
  2. Spiderman (Gee)
  3. From the abyss (Gee, Hitchings)
3. Prayer (Gee, Hitchings)
4. Thunderstuck (Carrera, d’Rose, Gee, Hitchings)
5. Walking on eggshells (d’Rose, Hitchings)
6. Landslide (Leigh, Hitchings)
7. Timeline (Carrera, d’Rose, Gee, Hitchings)
8. Mountains of Anglia (Gee)
9. Lighthouse (d’Rose, Leigh, Hitchings)
10. Between Sleeping And Dreaming (Opgenomen Live op het The Whitchurch Festival 2000)
11. Killing Fields (Opgenomen in Uden, Holland 1993)
12. Dancing On Stones - Why Am I Standing
13. Janison Edge - Services Of Mary Goode (Opgenomen op Progfarm Festival Holland)
14. Janison Egde - Beneath The Boy (Opgenomen op Progfarm Festival Holland)
15. Solitary Witness (Opgenomen Live in Uden, Holland 1995)
16. Freefall (Opgenomen Live in London 1993)
17. Instrumental Medley (Opgenomen Live in Belgium 1998)

A) Killing Fields, B) Cutting Room, C) Ta'Jiang, D) Narovlya
1. Science Of Coincidence (onuitgebrachte singleversie 1998)
2. Summer Madness (idem 1998)
3. Do Or Die! (onuitgebrachte studioversie 1995)

Het album wordt gemixt en gemasterd in de Thin Ice Studios van Clive Nolan en Karl Groom. In 2009 volgden heruitgaven.